# Guineu voladora negra
La guineu voladora negra (Pteropus alecto) és una espècie de ratpenat de la família dels pteropòdids. Viu a Austràlia, Indonèsia i Papua Nova Guinea. El seu hàbitat natural són els manglars i els boscos palustres, tot i que també se'l troba en boscos humits tropicals i sabanes a prop de l'aigua. Es creu que actualment no hi ha cap amenaça significativa per a la supervivència de l'espècie. El seu nom específic fa referència a Al·lecto, una de les tres Fúries de la mitologia grega.